# Resolució 112 del Consell de Seguretat de les Nacions Unides
La Resolució 112 del Consell de Seguretat de les Nacions Unides, aprovada el 6 de febrer de 1956 després d'examinar l'aplicació del Sudan per a ser membre de les Nacions Unides, el Consell va recomanar a l'Assemblea general que Sudan fos admès.